# 欧洲银莲花
欧洲银莲花（學名：Anemone coronaria），又名紅花白頭翁，是毛茛科银莲花属多年生草本植物，原产于地中海地区以及西亚。

## 神话传说
它的花语源自希腊神话。银莲花是由花神芙洛拉（Flora）的嫉妒变来的。这则神话是说，嫉妒阿莲莫莲（Anemone）和风神瑞比修斯恋情的芙洛拉，把阿莲莫莲变成了银莲花。也有另一种说法是，美神阿芙洛狄忒（Aphrodite）所爱的美少年阿多尼斯（Adonis），在狩猎时被野兽所杀，从他胸口中流出的鲜血，就变成了银莲花。因此，银莲花经常被用来表达凄凉与寂寞。

## 花语
- 消失的希望[註 1]
- 渐渐淡薄的爱、期待被抛弃
- 天真
- 期待[註 2]
- 沒有結果的戀情、我愛你（紅色的）
- 真心、希望、對戀情的喜悅（白色的）
- 偷偷的愛慕（紫色的）
- 深信不疑的等待